# فيسنتي سيمون
فيسنتي سيمون (بالإسبانية: Vicente Simón Foj)‏ هو لاعب كرة قدم إسباني في مركز الهجوم، ولد في 1 مارس 1969 في سيجوربي في إسبانيا. لعب مع نادي كاستييون.